# Markus Lanz
 (juin 2018).
Si vous disposez d'ouvrages ou d'articles de référence ou si vous connaissez des sites web de qualité traitant du thème abordé ici, merci de compléter l'article en donnant les références utiles à sa vérifiabilité et en les liant à la section « Notes et références ».
Markus Lanz, né le 16 mars 1969 à Brunico en Italie, est un animateur de télévision, chroniqueur et réalisateur italien.

## Biographie
Markus Lanz est membre de la majorité germanophone de la province italienne du Tyrol du Sud. Il a grandi à Geiselsberg, un village situé à 1 344 mètres d'altitude dans les Alpes centrales. Il a déclaré que sa famille était pauvre et que son père était mort à un âge précoce, laissant sa mère s'occuper de trois enfants. 
Ses bonnes notes lui ont valu une bourse d'études au monastère de Neustift, où il est allé à l'école secondaire catholique privée. Il a terminé ses études secondaires au Humanistisches Gymnasium à Bruneck et a accompli son service militaire en tant qu'opérateur de radio dans la division alpine de l'armée italienne avant de travailler à la station de radio Radio Holiday. 
En 1992, il est diplômé de la Bayerische Akademie für Werbung und Marketing à Munich avec un diplôme en communication d'entreprise.

## Carrière professionnelle
En 1992, il a commencé un programme de stagiaire de deux ans à Radio Hamburg à Hambourg. En 1995, il devient l'annonceur de la chaîne de télévision régionale RTL North et, en 1997, il fut le présentateur d'un journal télévisé régional du soir au Schleswig-Holstein.
Depuis 2008, il anime l'émission de cuisine hebdomadaire Lanz kocht !.
Depuis octobre 2009, il a animé le talk-show Markus Lanz trois soirs par semaine.
Entre octobre 2012 et 2014, il a présenté l'émission de télévision allemande mensuelle Wetten, dass ..? en tant que successeur de Thomas Gottschalk.

## Animation
- 1997-1999 : Guten Abend, RTL, RTL
- 1998-2008 : Explosiv – Das Magazin, RTL
- 2001 : Der Hochzeitsplan, RTL
- 2002 : Outback, RTL
- 2004 : Ich bin ein Star – Holt mich hier raus! – Spezial, RTL
- 2008 : Alles Gute, Karlheinz Böhm – Ein Leben für Afrika, ZDF
- 2008 : Ciao, Luciano Pavarotti, ZDF
- 2008-2009 : Das will ich wissen, ZDF
- 2008-2010 : Gut zu wissen, ZDF
- 2008-2012 : Lanz kocht! : Animateur
- 2012-2014 : Wetten, dass..? : Animateur
- Depuis 2008 : Markus Lanz : Créateur et animateur
- Depuis 2011 : Der Wettlauf zum Südpol : animateur

## Vie privée
Il est marié depuis 2011 à Angela Gessmann avec qui il a eu 2 enfants.